# Sikorsky Aircraft
Sikorsky Aircraft Corporation este un producător american de aeronave cu sediul în Stratford, Connecticut. A fost înființat de aviatorul ruso-american Igor Sikorsky în 1923 și a fost printre primele companii care au fabricat elicoptere de uz civil și militar.
Anterior, deținută de United Technologies Corporation (UTC), în noiembrie 2015, Sikorsky a fost vândută lui Lockheed Martin.

## Galerie

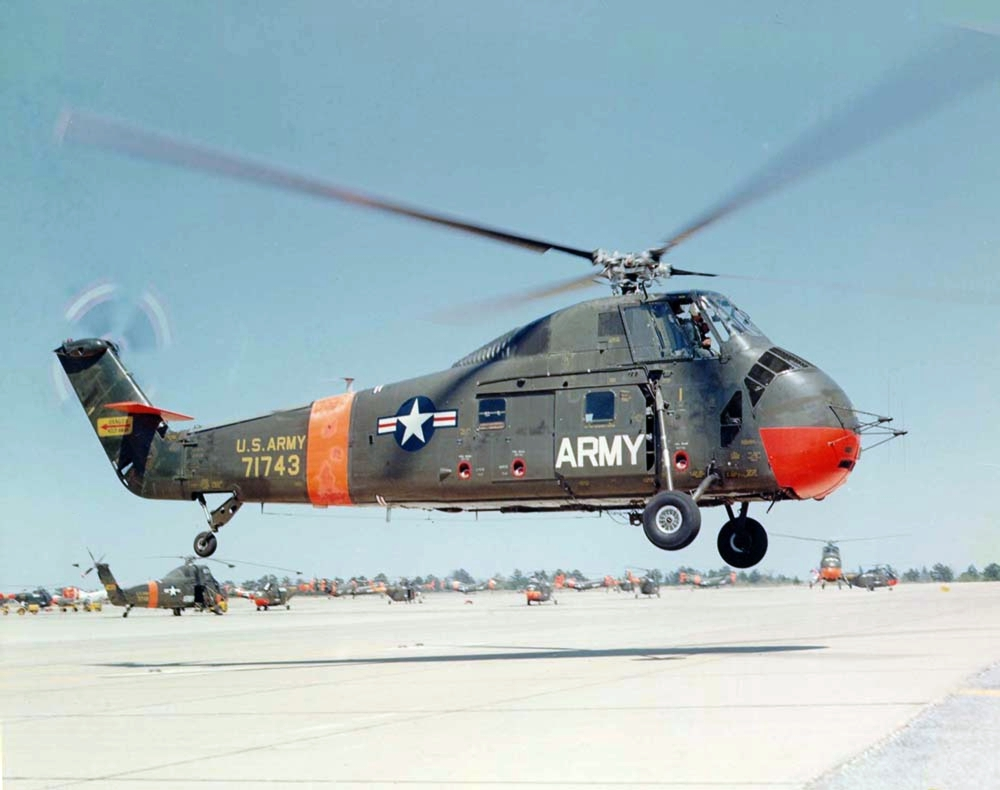
H-34 Choctaw
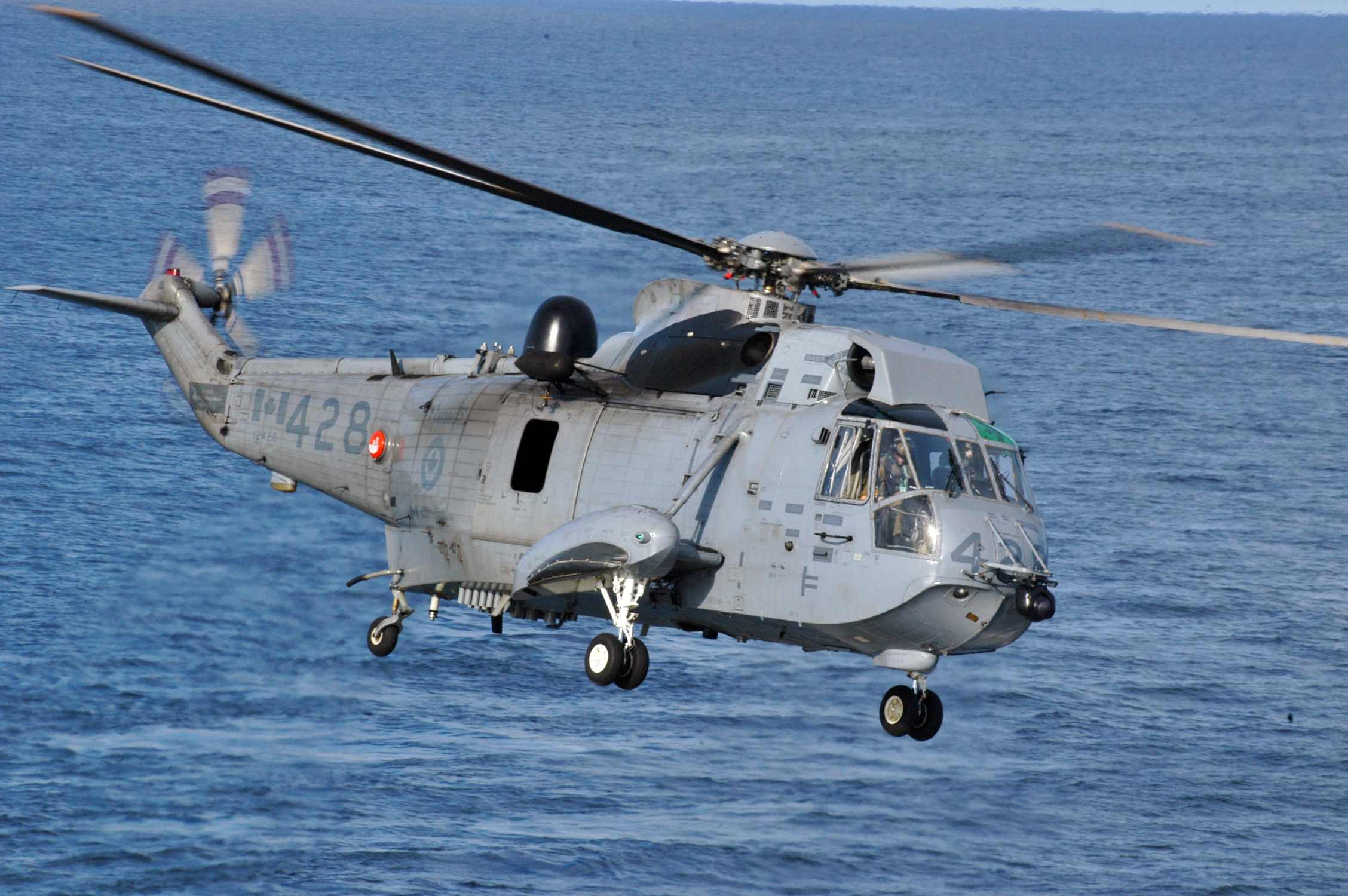
Canadian CH-124 Sea King
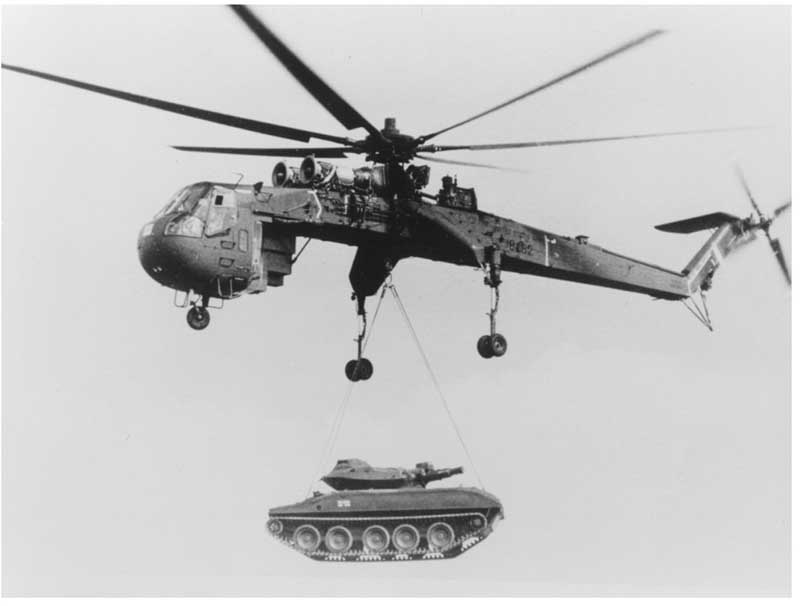
CH-54 Tarhe
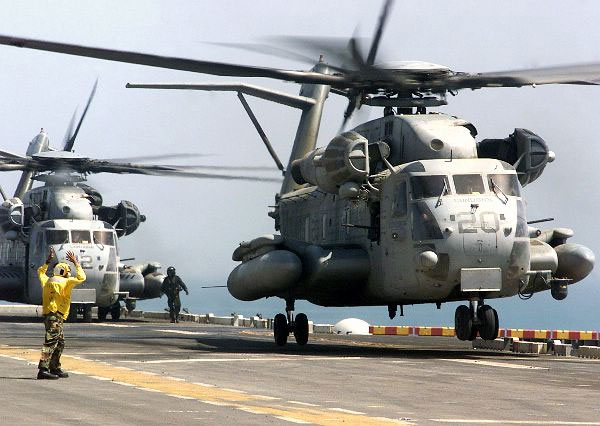
CH-53E Super Stallion
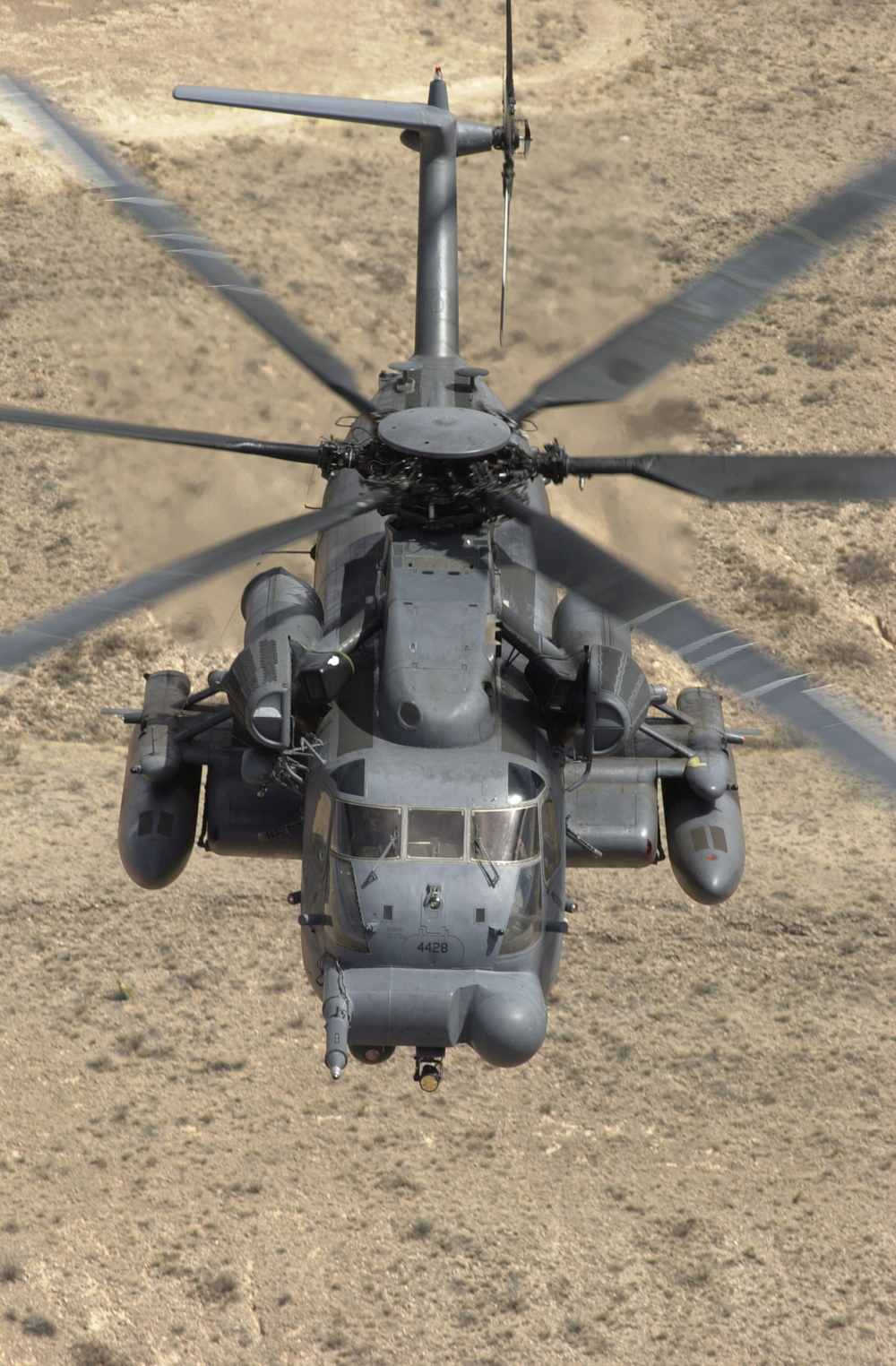
MH-53J Pave Low III
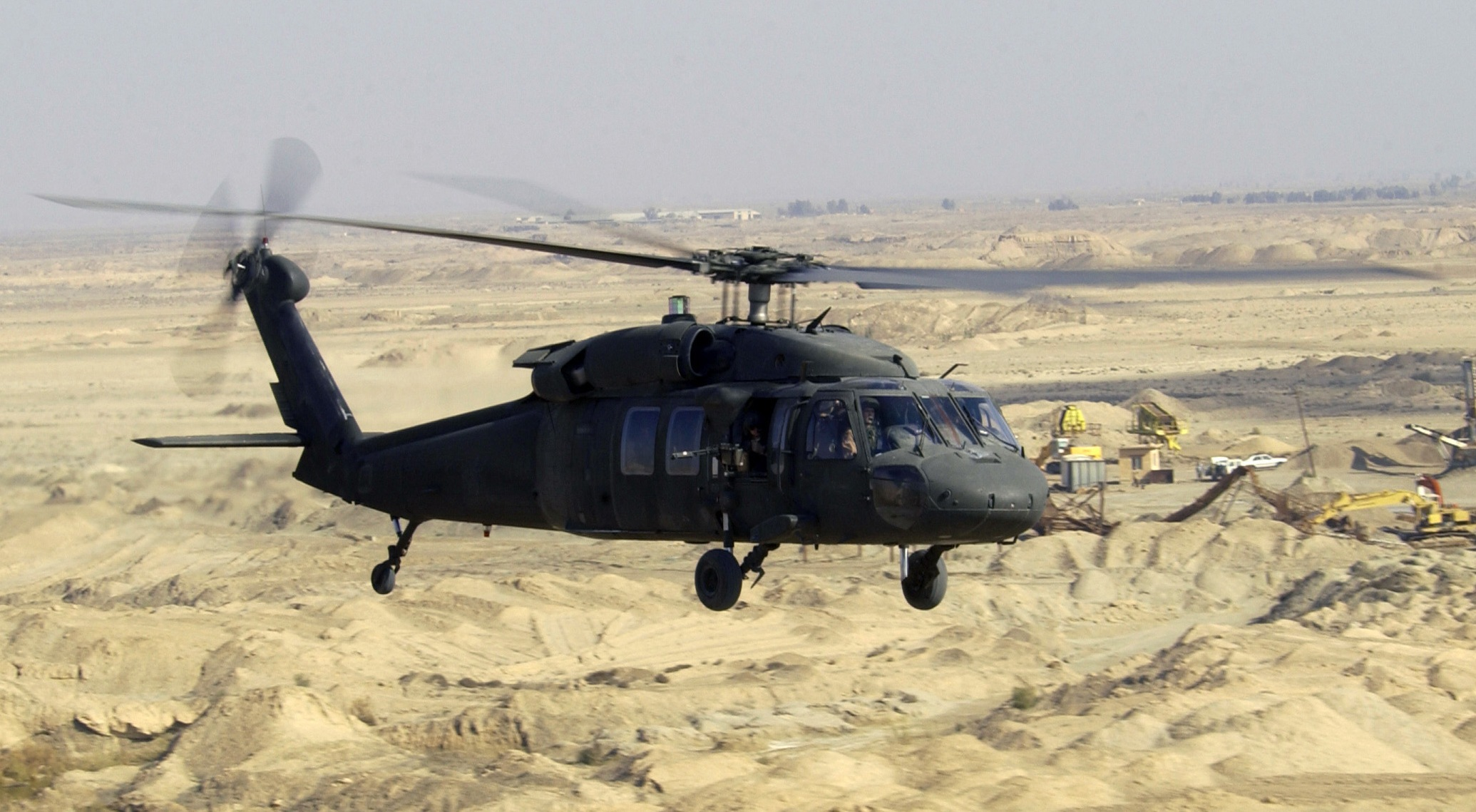
UH-60 Black Hawk

## Legături externe
- Sikorsky homepage
- Sikorsky Timeline at the Helicopter History Site
- Sikorsky Archives site
- „Patents owned by Sikorsky Aircraft Corporation”. US Patent & Trademark Office. Arhivat din original la 3 iunie 2015. Accesat în 6 decembrie 2005.